# Yigoga wiltshirei
Yigoga wiltshirei är en fjärilsart som beskrevs av Charles Boursin 1936. Yigoga wiltshirei ingår i släktet Yigoga och familjen nattflyn. Inga underarter finns listade i Catalogue of Life.